# Pseudoblothrus oromii
Espèce
Pseudoblothrus oromii est une espèce de pseudoscorpions de la famille des Syarinidae.

## Distribution
Cette espèce est endémique des Açores au Portugal. Elle se rencontre sur São Jorge dans la grotte Gruta da Beira.

## Publication originale
- Mahnert, 1990 : Deux nouvelles especes du genre Pseudoblothrus Beier, 1931 (Pseudoscorpiones, Syarinidae) des Acores (Portugal). Vieraea, vol. 18, p. 167-170.